# Dave Laut

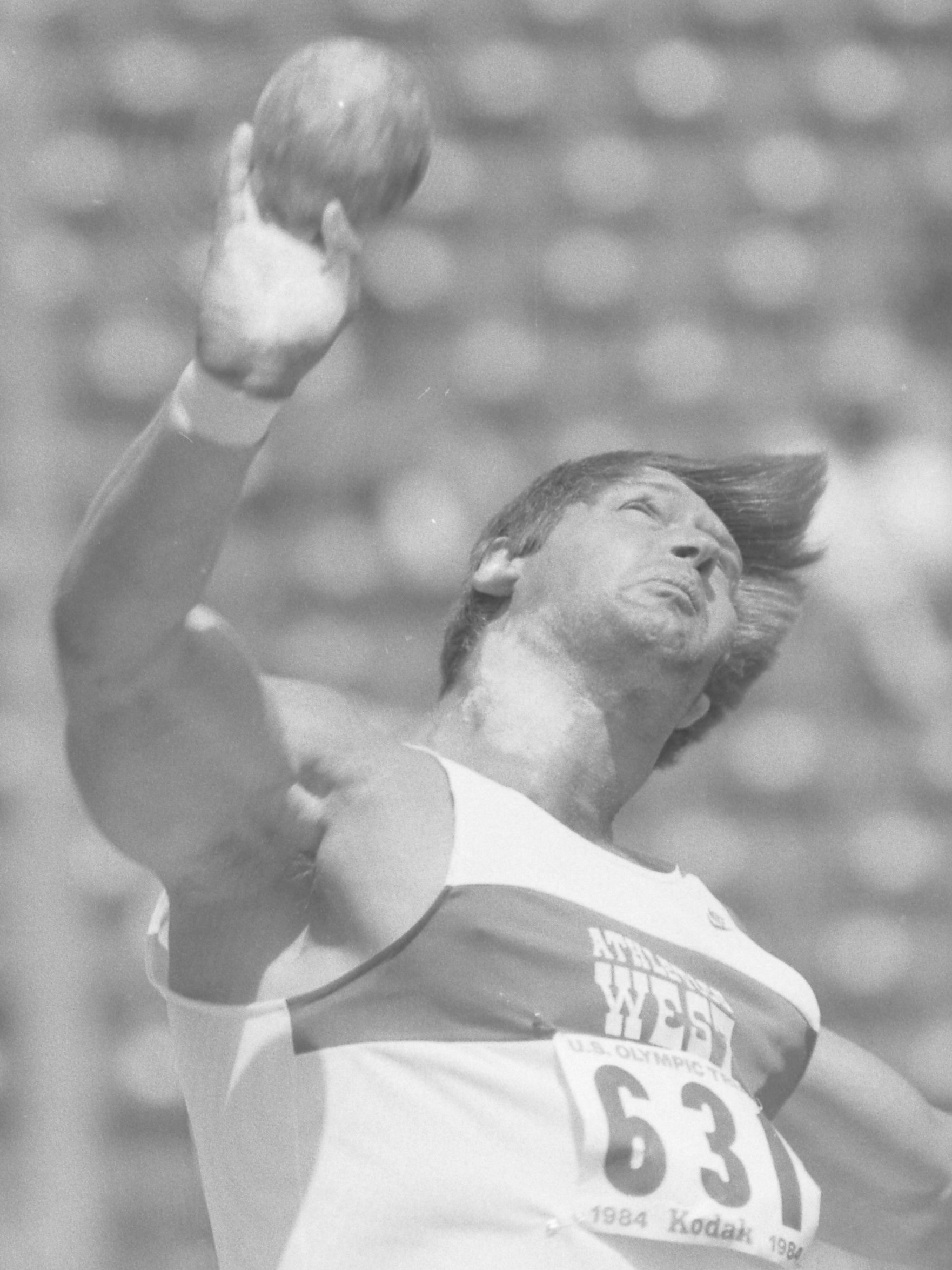
Dave Laut (1984)

David Lester Laut (* 21. Dezember 1956 in Findlay, Ohio; † 27. August 2009 in Oxnard) war ein US-amerikanischer Kugelstoßer.

## Karriere
1979 siegte Laut bei den Panamerikanischen Spielen in San Juan und wurde Vierter beim Leichtathletik-Weltcup in Montreal. Beim Leichtathletik-Weltcup 1981 wurde er Dritter und bei den Leichtathletik-Weltmeisterschaften 1983 Vierter.
Den bedeutendsten Erfolg seiner Karriere feierte er bei den Olympischen Spielen 1984 in Los Angeles. Dort gewann er mit einer erzielten Weite von 20,97 m die Bronzemedaille hinter Alessandro Andrei und Michael Carter. 1985 wurde er Vierter beim Leichtathletik-Weltcup in Canberra.
Viermal wurde er US-Meister (1979, 1981, 1983, 1985) und zweimal für die University of California, Los Angeles startend NCAA-Meister (1978, 1979).
Dave Laut war 1,93 m groß und wog in seiner aktiven Zeit 114 kg. Er war verheiratet, hatte einen Sohn und wirkte nach seiner sportlichen Karriere als Lehrer.

## Tod
Am späten Abend des 27. August 2009 wurde Laut im Alter von 52 Jahren vor seinem Haus in Oxnard erschossen. Am 13. Februar 2010 wurde seine Witwe Jane Laut als Tatverdächtige festgenommen, die Notwehr als Grund angab. Sie wurde am 30. März 2016 vor dem Ventura County Superior Court des Mordes schuldig gesprochen und zu insgesamt 50 Jahren Gefängnisstrafe verurteilt.

## Persönliche Bestleistungen
- Kugelstoßen: 22,02 m, 25. August 1982, Koblenz
  - Halle: 20,64 m, 11. Februar 1983, Daly City